# 上奎府町
上奎府町為臺灣日治時期臺北市之行政區，共分一～四丁目，位於大稻埕建成町之南。該町名是因過去平埔原住民奎府聚社而得名。該地於日治時期為永樂町通（今迪化街）之腹地。戰後劃入建成區，範圍約為今大同區之鄭州路，華陰街一帶。

## 町內設施
- 台北煙草工場（四丁目，建成國中舊址，已拆除，現今為台北轉運站、京站、君品酒店）